# 女神響尾蛇
女神響尾蛇是蛇亞目蝰蛇科下的一個有毒蛇種，主要分布於墨西哥西北部及鄰近海岸與島嶼。目前，共有三個亞種已被確認。

## 特徵
有紀錄以來體型最長的女神響尾蛇計有89.8公分長，另外牠們是同種二形的，雄性的女神響尾蛇體型普遍較雌性為大。女神響尾蛇的特徵之一是頭部細而窄，但眼睛卻相對地大。不管是甚麼體型的女神響尾蛇，都會進食齧齒目動物、蜥蜴和節肢動物，這方面跟其它響尾蛇屬的品種有很明顯的差別（一般響尾蛇在幼蛇階段主要集中進食蜥蜴，成長後則進食小型哺乳類動物）。女神響尾蛇雖然會同時進食蜥蜴和哺乳類動物，不過體型較小的蛇明顯較常以蜥蜴類為主要食物，而體型較大者則以進食哺乳類動物為主。成年的女神響尾蛇亦會進食蜈蚣。
被養飼的女神響尾蛇一般能生產2至7條幼蛇，而初生的幼蛇已達20至22公分長。據格里斯墨爾（Grismer）的研究報告，指約在七月下旬至十月中旬期間能於野外發現女神響尾蛇的幼種。學者因而猜測女神響尾蛇約於春季時份會進行交配，夏季時就會生產幼蛇。

## 地理分布
女神響尾蛇主要在墨西哥西部出沒，在下加利福尼亞半島一帶亦能找到牠們的蹤跡。另外，女神響尾蛇亦分布於加利福尼亞灣一帶，如聖馬可斯、三藩市等地區。

## 棲息地
女神響尾蛇偏愛於沙漠地帶生活，但在墨西哥的西北部卻能在一些叢林中找到牠們，因為當地的森林有松櫟混交和短期熱帶性的特色，適合女神響尾蛇居住。牠們亦會居於岩石群地帶或沙丘，有時亦會被人類居住地所遺留下的生理垃圾所吸引而出現。

## 保育狀態
目前女神響尾蛇在世界自然保護聯盟瀕危物種紅色名錄中被列為「無危」（LC）級別，因為現今女神響尾蛇仍有著廣泛的分布帶，估計其數量並不匱乏，而且短期間亦未有急速消減的跡象，故此暫時未列入各類物種危急級別。另外據研究，女神響尾蛇的繁衍目前仍然相當穩定。

## 亞種
| 亞種               | 命名者              | 異名               | 地理分布                       |
| ------------------ | ------------------- | ------------------ | ------------------------------ |
| C. e. cerralvensis | Cliff，1954         | 塞拉爾沃群島響尾蛇 | 加利福尼亞灣一帶的塞拉爾沃群島 |
| C. e. enyo         | Cope，1861          | 下加利福尼亞響尾蛇 | 下加利福尼亞半島、墨西哥       |
| C. e. furvus       | Lowe & Norris，1954 | 羅莎芮響尾蛇       | 下加利福尼亞半島、墨西哥       |

## 分類學
目前這三個女神響尾蛇的亞種是由比曼（Beamen）與格里斯墨爾（Grismer）於1994年時確定的。不過他們同時認為亞種中的「羅莎芮響尾蛇」（C. e. furvus）其實不應被視為一個隸屬女神響尾蛇下的亞種，而是可成為一個獨立的品種。

## 備註
1. 1 2 3  McDiarmid RW、Campbell JA、Touré T：《Snake Species of the World: A Taxonomic and Geographic Reference, vol. 1》頁511，Herpetologists' League，1999年。ISBN 1-893777-00-6
2. 1 2 3  . ITIS. 2007  [9 February, 2007].
3. 1 2 3 4 5  Campbell JA、Lamar WW：《The Venomous Reptiles of the Western Hemisphere》頁870，倫敦：Comstock Publishing Associates，2004年。ISBN 0-8014-4141-2
4. ↑  世界自然保護聯盟瀕危物種紅色名錄
5. ↑  .   [2008-05-21]. （原始内容存档于2007-02-06）.
6. ↑  Klauber LM：《Rattlesnakes: Their Habitats, Life Histories, and Influence on Mankind. Second Edition》1956年初版，柏克萊加州大學，1972年。ISBN 0-520-21056-5

## 外部連結
- （英文）TIGR爬蟲類資料庫：女神響尾蛇
- （英文）進食中的女神響尾蛇
- （英文）一般女神響尾蛇的壽命紀錄研究（页面存档备份，存于）
- （英文）女神響尾蛇的圖片
- （英文）近拍女神響尾蛇形象